# Acianthera capillaris
Acianthera capillaris  es una especie de orquídea. Es originaria de Brasil donde se encuentra en la Mata Atlántica.

## Descripción
Es una orquídea de tamaño miniatura, que prefiere el clima caliente. Tiene hábitos de epifita con tallos erectos delgados, angulares triquetro con sola vaina en el medio y con una sola hoja, apical, coriácea, estrechamente oblonga a oblongo-elíptica, aguda, sésil y basalmente atenuada. Florece en una inflorescencia, filiforme, de 5 cm de largo, racemosa flores subtendido por una pequeña espata comprimida.

## Distribución y hábitat
Se encuentra en las islas de Sotavento, las Islas de Barlovento, Venezuela, Colombia, Ecuador, Bolivia y Brasil, a una altitud de 800-1400 metros.

## Taxonomía
Acianthera capillaris fue descrita por (Lindl.) Pridgeon & M.W.Chase    y publicado en Lindleyana 16(4): 242. 2001.
Etimología
Acianthera: nombre genérico que es una referencia a la posición de las anteras de algunas de sus especies.
capillaris: epíteto latino que significa "como peluda".
Sinonimia
- Acianthera floribunda (Lindl.) F.Barros
- Acianthera longicaulis (Lindl.) Pridgeon & M.W.Chase
- Acianthera sieberi (Luer) Pridgeon & M.W.Chase
- Arthrosia capillaris (Lindl.) Campacci
- Arthrosia floribunda (Lindl.) Luer
- Arthrosia longicaulis (Lindl.) Campacci
- Humboltia capillaris (Lindl.) Kuntze
- Humboltia longicaulis (Lindl.) Kuntze
- Pleurothallis capillaris Lindl.
- Pleurothallis floribunda (Lindl.) Lindl.
- Pleurothallis longicaulis Lindl.
- Pleurothallis sieberi Luer
- Pleurothallis triquetra Schltr.
- Specklinia capillaris (Lindl.) Luer
- Specklinia floribunda Lindl.
- Specklinia longicaulis (Lindl.) Luer[5][6]